# Bertrand (Toulouse)

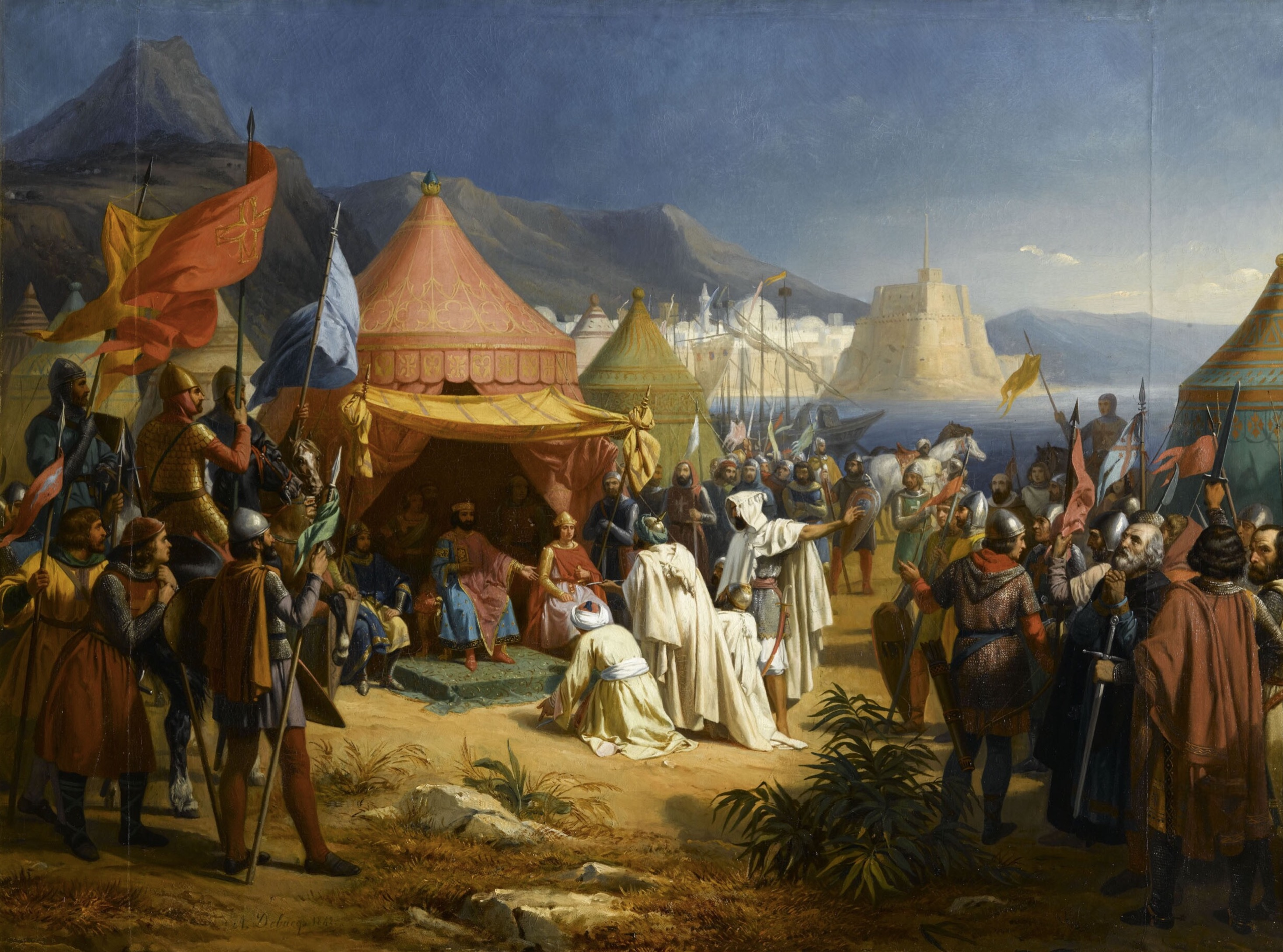
Graf Bertrand vor Tripolis. (Gemälde von Charles Alexandre Debacq, 19. Jahrhundert)

Bertrand von Toulouse (* um 1065; † 21. April 1112 in Tripolis) aus dem Geschlecht der Raimundiner war von 1105 bis 1108 Graf von Toulouse und Markgraf der Provence und seit 1109 Graf von Tripolis. Er war der älteste Sohn Raimunds IV. von Toulouse und seiner ersten Ehefrau.
Die Rechtmäßigkeit der Ehe seiner Eltern war wegen deren enger Verwandtschaft umstritten, weshalb Bertrand nicht als legitim anerkannt wurde. Trotzdem übernahm er 1095 die Regentschaft in Toulouse und der Provence, als sein Vater zum Ersten Kreuzzug aufbrach. Nach dessen Tod im Heiligen Land 1105 wurde Bertrand sein Nachfolger. In dieser Zeit stritt er mit der Abtei von Saint-Gilles, die er brandschatzte und dafür exkommuniziert wurde. 1108 riefen seine Vasallen seinen im Libanon legitim geborenen Halbbruder, Alfons Jordan, in die Heimat, der auch sofort als rechtmäßiger Graf anerkannt wurde.
Bertrand begab sich nach Outremer, wo er das von seinem Vater eroberte Land regieren sollte, das er im März 1109 in Tortosa erreichte. Dort geriet er mit dem Sachwalter seines Vaters, Wilhelm Jordan von Cerdange, in Konflikt um die Herrschaft. Bertrand verbündete sich mit König Balduin I. von Jerusalem und Joscelin von Courtenay, während Wilhelm Jordan Unterstützung vom Fürsten Tankred von Tiberias erhielt. Im Juni 1109 einigte man sich friedlich auf eine Machtteilung und am 12. Juli 1109 konnte Bertrand mit Hilfe König Balduins I. und einer genuesischen Flotte Tripolis erobern, das nun die Hauptstadt seines Territoriums wurde. Den genuesischen Admiral belehnte er aus Dankbarkeit mit der Herrschaft Gibelet. Kurz danach wurde Wilhelm Jordan von Cerdange von einem Pfeil tödlich getroffen, woraufhin Bertrand dessen Land übernehmen konnte. Er regierte die wiedervereinigte Grafschaft Tripolis bis zu seinem Tod 1112.
Bertrand war mit Helie von Burgund verheiratet, einer Tochter Herzog Odos I. von Burgund. Ihre Kinder waren:
- Pons (um 1098–1137), Bertrands Nachfolger in Tripolis
- Agnes (um 1100/10–um 1183), verheiratet mit Reinald Mansoer, Herr von Margat